# Peruanische Fußballnationalmannschaft
Die peruanische Fußballnationalmannschaft ist die Auswahlmannschaft des Peruanischen Fußballverbands (FPF) und vertritt Peru auf internationaler Ebene. Die Nationalmannschaft hat bisher an fünf Fußballweltmeisterschaften teilgenommen (1930, 1970, 1978, 1982, 2018). Während sie 1930, 1982 und 2018 bereits in der Vorrunde scheiterten, erreichten sie 1970 und 1978 das Viertelfinale bzw. die Zwischenrunde.
1927 nahm Peru erstmals an der Copa América teil, die das Land ausrichtete. Das erste Spiel bei der Copa war gleichzeitig das erste Länderspiel. 1939 und 1975 konnte Peru die Copa América für sich entscheiden. In den letzten Jahren war meistens im Viertelfinale Schluss, erst 2011 konnte wieder einmal das Halbfinale erreicht werden, in dem mit 0:2 gegen Uruguay verloren wurde. Im anschließenden Spiel um Platz drei gewann Peru gegen Venezuela mit 4:1, wobei Paolo Guerrero drei Tore gelangen. Diesen Erfolg konnte Peru bei der Copa América 2015 nach einem 2:0-Sieg gegen denselben Gegner wiederholen. 2019 kam die Mannschaft zum ersten Mal seit über vierzig Jahren wieder in das Finale der Copa America, die sie als unterlegenes Team beendete.
In den 1970er Jahren hatten die peruanischen Fußballer ihre größte Zeit. Star dieses Teams war der Torjäger Teófilo Cubillas, der in 13 WM-Spielen zehnmal traf. Die beste Platzierung in der seit 1993 geführten FIFA-Weltrangliste erreichte Peru im Oktober 2017 nach der Qualifikation zur Fußball-Weltmeisterschaft 2018, nach der Peru erstmals in den Top Ten vertreten war.

## Geschichte
Peru nahm an fünf Weltmeisterschaften teil. Ein besonderes Spiel lieferte Peru am 21. Juni 1978 bei der WM in Argentinien ab. Peru war in eine zweite Finalgruppe mit drei weiteren Teams eingezogen. Nach den ersten zwei Spielen hatte Peru keine Chance mehr, das Spiel um den dritten Platz oder das Finale mehr zu erreichen. Argentinier und Brasilianer hatten sich Unentschieden getrennt. Brasilien hatte seine Spiele bereits absolviert und Argentinien musste für den Finaleinzug nicht nur Peru besiegen, sondern es musste hoch gewinnen. Peru verlor mit 0:6. Es hielt sich lange der Verdacht, die argentinische Militärjunta hätte den hohen Sieg mit Getreidelieferungen an den peruanischen Staat erkauft. Im Buch „Wir waren Weltmeister“ von Ricardo Gotta berichten peruanische Nationalspieler von Anrufen ihres Staatschefs, von Besuchen von Diktator Jorge Videla und US-Außenminister Henry Kissinger in ihrer Kabine. Dem Verteidiger José Velazquez kam das „ziemlich komisch vor, da wurde Druck ausgeübt“. Torwart Ramón Quiroga, ein gebürtiger Argentinier, hatte beim 6:0 keinen guten Tag und sagte später er sei sich „sicher, dass mancher etwas genommen hat. Wir haben seltsame Dinge gesehen“. Jahre später gestand der peruanische Senator Genaro Ledesma, dass Argentinien das Spiel gekauft habe. Im März 2007 übernahm der ehemalige 52-fache Nationalspieler Julio César Uribe das Traineramt von Francisco Maturana. Uribe trat jedoch schon im Juli 2007 wieder zurück. Sein Nachfolger wurde José del Solar. Von Juli 2010 bis Februar 2014 war der Uruguayer Sergio Markarián der Nationaltrainer von Peru. Ihm folgte im März 2014 sein Assistent Pablo Bengoechea. Nachdem Ricardo Gareca die Nationalmannschaft im Jahr 2015 übernommen hatte, gelang ihr mit der Qualifikation zu der Fußball-Weltmeisterschaft 2018 in Russland die erstmalige WM-Teilnahme seit 36 Jahren. Bei der Copa America 2019 erreichte Peru erstmals seit 44 Jahren wieder ein Finale eines internationalen Turniers. Dort unterlag man Brasilien mit 1:3.

## Internationale Wettbewerbe

### Peru bei den Olympischen Spielen
| 1900 – 1928    | nicht teilgenommen |
| 1936 in Berlin | Viertelfinale      |

Nach 1936 nahm die A-Nationalmannschaft nicht mehr an den Olympischen Spielen teil. Die Olympiamannschaft nahm nur 1960 teil, als sie in der Vorrunde ausschied.

### Peru bei Weltmeisterschaften
| Jahr | Gastgeberland          | Teilnahme bis …    | Letzte(r) Gegner                 | Ergebnis | Trainer         | Bemerkungen und Besonderheiten |
| ---- | ---------------------- | ------------------ | -------------------------------- | -------- | --------------- | --- |
| 1930 | Uruguay                | Vorrunde           | Rumänien und Uruguay             | 10.      | Francisco Bru   | |
| 1934 | Italien                | zurückgezogen      |                                  |          |                 | Peru trat nicht zu den Qualifikationsspielen gegen Brasilien an. |
| 1938 | Frankreich             | nicht teilgenommen |                                  |          |                 | |
| 1950 | Brasilien              | zurückgezogen      |                                  |          |                 | Peru trat nicht zu den Qualifikationsspielen an, so dass Uruguay und Paraguay kampflos qualifiziert waren. |
| 1954 | Schweiz                | nicht zugelassen   |                                  |          |                 | Anmeldung zu spät eingereicht |
| 1958 | Schweden               | nicht qualifiziert |                                  |          |                 | In der Qualifikation an Brasilien gescheitert |
| 1962 | Chile                  | nicht qualifiziert |                                  |          |                 | In der Qualifikation an Kolumbien gescheitert |
| 1966 | England                | nicht qualifiziert |                                  |          |                 | In der Qualifikation an Uruguay gescheitert |
| 1970 | Mexiko                 | Viertelfinale      | Brasilien                        | 7.       | Valdir Pereira  | In der Vorrunde fand das bis heute einzige Pflichtspiel gegen Deutschland statt. |
| 1974 | Deutschland            | nicht qualifiziert |                                  |          |                 | In der Qualifikation nach Entscheidungsspiel an Chile gescheitert |
| 1978 | Argentinien            | Zwischenrunde      | Brasilien, Polen, Argentinien    | 8.       | Marcos Calderón | Nach dem 0:6 gegen Argentinien wurden von Brasilien Vorwürfe der Bestechung erhoben. |
| 1982 | Spanien                | Vorrunde           | Kamerun, Italien, Polen          | 20.      | Tim             | Das 1:5 Perus gegen Polen war das einzige Spiel dieser Gruppe, das nicht remis endete. Dadurch schied Peru als Gruppenletzter aus. |
| 1986 | Mexiko                 | nicht qualifiziert |                                  |          |                 | In der Qualifikation an Argentinien gescheitert |
| 1990 | Italien                | nicht qualifiziert |                                  |          |                 | In der Qualifikation an Uruguay gescheitert |
| 1994 | USA                    | nicht qualifiziert |                                  |          |                 | In der Qualifikation an Argentinien und Kolumbien gescheitert |
| 1998 | Frankreich             | nicht qualifiziert |                                  |          |                 | In der Südamerika-Qualifikation, die erstmals im Liga-System zwischen allen südamerikanischen Bewerbern – außer Brasilien, das als Weltmeister direkt qualifiziert war – ausgetragen wurde, belegte Peru nur den 5. Platz. Die ersten Vier konnten sich qualifizieren.                                                                  |
| 2002 | Südkorea/Japan         | nicht qualifiziert |                                  |          |                 | In der Südamerika-Qualifikation, die mit allen südamerikanischen Mannschaften im Liga-System ausgetragen wurde, belegte Peru nur den 8. Platz. Die ersten Vier konnten sich direkt qualifizieren, Uruguay als Fünfter über die Play-offs gegen Australien.                                                                              |
| 2006 | Deutschland            | nicht qualifiziert |                                  |          |                 | In der Südamerika-Qualifikation, die im Liga-System zwischen allen südamerikanischen Mannschaften ausgetragen wurde, belegte Peru nur den 9. Platz. Die ersten Vier konnten sich direkt qualifizieren, Uruguay als Fünfter scheiterte diesmal in den Play-offs gegen Australien.                                                        |
| 2010 | Südafrika              | nicht qualifiziert |                                  |          |                 | In der Südamerika-Qualifikation, die im Liga-System zwischen allen südamerikanischen Mannschaften ausgetragen wurde, belegte Peru nur den 10. und letzten Platz. Die ersten Vier konnten sich direkt qualifizieren, Uruguay als Fünfter über die Play-offs gegen Costa Rica.                                                            |
| 2014 | Brasilien              | nicht qualifiziert |                                  |          |                 | Durch eine 2:3-Niederlage am drittletzten Spieltag gegen Venezuela verpasste Peru die Qualifikation. |
| 2018 | Russland               | Vorrunde           | Dänemark, Frankreich, Australien |          | Ricardo Gareca  | Nach zwei Niederlagen gegen Dänemark und Frankreich und einem Sieg gegen Australien als Gruppendritter ausgeschieden. |
| 2022 | Katar                  | nicht qualifiziert |                                  |          |                 | In der Südamerika-Qualifikation belegte Peru den 5. Platz. Die ersten Vier qualifizieren sich direkt, Peru schied in den interkontinentalen Play-offs gegen Australien nach Elfmeterschießen aus. |
| 2026 | Kanada, Mexiko und USA |                    |                                  |          |                 | In der im September 2023 begonnenen Qualifikation treten wieder alle zehn CONMEBOL-Mitglieder in Hin- und Rückspielen gegeneinander an. Die sechs bestplatzierten Mannschaften qualifizieren sich direkt für die WM-Endrunde 2026. Der Siebtplatzierte nimmt als südamerikanischer Teilnehmer am WM-Play-off-Turnier im März 2026 teil. |

## Aktueller Kader
Die Tabelle nennt die Spieler, die im Kader für das Freundschaftsspiel im März 2023 gegen Deutschland stehen.
- Stand der Leistungsdaten: 25. März 2023 (nach dem Spiel gegen Deutschland)

| Nr.        | Name                | Geburtstag | Spiele  | Tore    | Verein                    | Debüt   | Letztes Spiel |
| Torwart    | Torwart             | Torwart    | Torwart | Torwart | Torwart                   | Torwart | Torwart       |
| ---------- | ------------------- | ---------- | ------- | ------- | ------------------------- | ------- | ------------- |
| 12         | Carlos Cácedo       | 27.09.1991 | 7       | 0       | FBC Melgar                | 2016    | 20.11.2022    |
| 0          | José Carvallo       | 01.03.1986 | 8       | 0       | Universitario de Deportes | 2013    | 28.09.2022    |
| 01         | Pedro Gallese       | 23.02.1990 | 94      | 0       | Orlando City              | 2014    | 25.03.2023    |
| Abwehr     |                     |            |         |         |                           |         |               |
| 02         | Luis Abram          | 27.02.1996 | 34      | 1       | Atlanta United            | 2016    | 25.03.2023    |
| 17         | Luis Advíncula      | 02.03.1990 | 110     | 2       | Boca Juniors              | 2010    | 25.03.2023    |
| 15         | Miguel Araujo       | 24.10.1994 | 26      | 0       | FC Emmen                  | 2014    | 25.03.2023    |
| 26         | Marcos López        | 20.11.1999 | 25      | 0       | Feyenoord Rotterdam       | 2018    | 25.03.2023    |
| 04         | Anderson Santamaría | 10.01.1992 | 25      | 0       | Atlas Guadalajara         | 2017    | 25.09.2022    |
| 06         | Miguel Trauco       | 25.08.1992 | 68      | 0       | San José Earthquakes      | 2014    | 13.06.2022    |
| 05         | Carlos Zambrano     | 10.07.1989 | 65      | 4       | Alianza Lima              | 2008    | 25.03.2023    |
| Mittelfeld |                     |            |         |         |                           |         |               |
| 23         | Pedro Aquino        | 13.04.1995 | 39      | 3       | Club América              | 2017    | 25.03.2023    |
| 14         | Wilder Cartagena    | 23.09.1994 | 22      | 0       | Orlando City              | 2017    | 25.03.2023    |
| 22         | Jesús Castillo      | 11.06.2001 | 3       | 0       | Sporting Cristal          | 2022    | 20.11.2022    |
| 20         | Edison Flores       | 14.05.1994 | 65      | 15      | Atlas Guadalajara         | 2013    | 25.03.2023    |
| 16         | Christofer Gonzáles | 12.10.1992 | 43      | 2       | Al-Adalah FC              | 2013    | 25.03.2023    |
| 10         | Sergio Peña         | 28.09.1995 | 30      | 3       | Malmö FF                  | 2017    | 25.09.2022    |
| 07         | Andy Polo           | 29.09.1994 | 38      | 1       | Universitario de Deportes | 2016    | 25.03.2023    |
| 13         | Renato Tapia        | 28.07.1995 | 78      | 5       | Celta Vigo                | 2015    | 25.03.2023    |
| 19         | Yoshimar Yotún      | 07.04.1990 | 119     | 7       | Sporting Cristal          | 2011    | 25.03.2023    |
| Sturm      |                     |            |         |         |                           |         |               |
| 18         | André Carrillo      | 14.06.1991 | 92      | 11      | al-Hilal                  | 2011    | 25.03.2023    |
| 09         | Gianluca Lapadula   | 07.02.1990 | 25      | 9       | Cagliari Calcio           | 2017    | 25.03.2023    |
| 08         | Percy Liza          | 10.04.2000 | 1       | 0       | Marítimo Funchal          | 2022    | 20.11.2022    |
| 30         | Raúl Ruidíaz        | 25.07.1990 | 53      | 4       | Seattle Sounders          | 2011    | 25.03.2023    |
| 11         | Ray Sandoval        | 13.02.1995 | 2       | 0       | Atlético Grau             | 2018    | 25.03.2023    |
| 24         | Alex Valera         | 16.05.1996 | 12      | 3       | Universitario de Deportes | 2021    | 20.11.2022    |

## Spielkleidung und Trikot
Die Nationalfarben Perus sind rot und weiß. Diese spiegelt die Spielerbekleidung der Nationalmannschaft wider. Die ersten Trikots waren in den 1920er Jahren rot/weiß längsgestreift. Bis 1936 änderte sich dieser Stil mehrfach. Zu den Olympischen Sommerspielen 1936 in Berlin stellte der Verband sein bis heute übliches Heimtrikot erstmals vor. Ein weißes Jersey mit einem von unten links nach oben rechts quer verlaufenden roten Balken wurde fortan das Wiedererkennungsmerkmal der peruanischen Nationalmannschaft. Dieses Aussehen wurde bisher von verschiedensten Sportartikelherstellern aufgegriffen und auch dem südamerikanischen Team angeboten. Die bekanntesten Ausrüster sind neben Adidas die Unternehmen von Umbro und Diadora.

## Rekordspieler
(Stand: 19. November 2024)
| Rekordspieler | Rekordspieler      | Rekordspieler    | Rekordspieler |
| Spiele        | Spieler            | Zeitraum         | Tore          |
| ------------- | ------------------ | ---------------- | ------------- |
| 128           | Roberto Palacios   | 1992–2012        | 19            |
| 128           | Yoshimar Yotún     | 2011–            | 8             |
| 124           | Luis Advíncula     | 2010–            | 2             |
| 124           | Paolo Guerrero     | 2004–            | 40            |
| 114           | Pedro Gallese      | 2014–            | 0             |
| 105 (104)     | Héctor Chumpitaz   | 1965–1981        | 3             |
| 102           | Jefferson Farfán   | 2003–2021        | 27            |
| 100           | Christian Cueva    | 2011–            | 17            |
| 100           | André Carrillo     | 2011–            | 11            |
| 101 (100)     | Jorge Soto         | 1992–2005        | 9             |
| 97            | Juan José Jayo     | 1994–2008        | 1             |
| 95            | Nolberto Solano    | 1994–2009        | 20            |
| 90            | Christian Ramos    | 2009–2018, 2021– | 3             |
| 89            | Rubén Toribio Díaz | 1972–1985        | 2             |
| 87            | Renato Tapia       | 2015–            | 5             |
| 85            | Claudio Pizarro    | 1999–2016        | 20            |
| 84            | Juan Reynoso       | 1986–2000        | 5             |
| 83            | Percy Olivares     | 1987–2001        | 1             |
| 82            | José Velásquez     | 1972–1985        | 12            |
| 81            | Teófilo Cubillas   | 1968–1982        | 26            |
| 80            | Édison Flores      | 2013–            | 16            |
| 76            | Alberto Rodríguez  | 2003–2018        | 0             |
| 75            | José Soto          | 1992–2003        | 3             |
| 75            | Miguel Trauco      | 2014–            | 0             |

| Rekordtorschützen | Rekordtorschützen   | Rekordtorschützen | Rekordtorschützen |
| Tore              | Spieler             | Zeitraum          | Spiele            |
| ----------------- | ------------------- | ----------------- | ----------------- |
| 40                | Paolo Guerrero      | 2004–             | 124               |
| 27                | Jefferson Farfán    | 2003–2021         | 102               |
| 26                | Teófilo Cubillas    | 1968–1982         | 81                |
| 24                | Teodoro Fernández   | 1935–1947         | 32                |
| 20                | Claudio Pizarro     | 1999–2016         | 85                |
| 20                | Nolberto Solano     | 1994–2009         | 95                |
| 19                | Roberto Palacios    | 1992–2012         | 128               |
| 18                | Hugo Sotil          | 1970–1979         | 62                |
| 17                | Christian Cueva     | 2011–             | 100               |
| 17                | Oswaldo Ramírez     | 1969–1982         | 57                |
| 16                | Franco Navarro      | 1980–1989         | 56                |
| 16                | Edison Flores       | 2013–             | 80                |
| 15                | Pedro Pablo León    | 1963–1973         | 49                |
| 14                | Oscar Gómez Sánchez | 1953–1959         | 26                |

## Trainer
(unvollständig)
| Name des Trainers         | Zeitraum  | Bemerkung                                         |
| ------------------------- | --------- | ------------------------------------------------- |
| Francisco Bru             | 1930      | Trainer bei der WM 1930                           |
| Jack Greenwell            | 1939      | Copa-América-Sieger                               |
| Juan Valdivieso           | 1954–1955 |                                                   |
| György Orth               | 1957–1959 |                                                   |
| Marcos Calderón           | 1965–1967 |                                                   |
| Valdir Pereira, „Didi“    | 1969–1970 | Trainer bei der WM 1970                           |
| Lajos Baróti              | 1971–1972 |                                                   |
| Marcos Calderón           | 1975–1979 | Trainer bei der WM 1978 1975: Copa-América-Sieger |
| Elba de Pádua Lima, „Tim“ | 1980–1983 | Trainer bei der WM 1982                           |
| José Macia, „Pepe“        | 1989      | Trainer bei der Copa América 1989                 |
| Miguel Company            | 1991      |                                                   |
| Vladica Popović           | 1992–1993 |                                                   |
| Miguel Company            | 1994–1995 |                                                   |
| Juan Oblitas              | 1996–1999 |                                                   |
| Francisco Maturana        | 1999–2001 |                                                   |
| Julio César Uribe         | 2001–2003 |                                                   |
| Paulo Autuori             | 2003–2005 |                                                   |
| Freddy Ternero            | 2005–2007 |                                                   |
| Franco Navarro            | 2006      |                                                   |
| Julio César Uribe         | 2007      |                                                   |
| José del Solar            | 2007–2009 |                                                   |
| Sergio Markarián          | 2010–2014 |                                                   |
| Pablo Bengoechea          | 2014–2015 |                                                   |
| Ricardo Gareca            | 2015–2022 | Trainer bei der WM 2018                           |
| Juan Reynoso              | 2022–2023 |                                                   |
| Jorge Fossati             | 2024      |                                                   |

## Länderspiele gegen deutschsprachige Fußballnationalmannschaften
|    | Datum             | Ort       | Heimmannschaft | Resultat  | Gastmannschaft | Anlass                                                 |
| -- | ----------------- | --------- | -------------- | --------- | -------------- | ------------------------------------------------------ |
| 1. | 8. August 1936    | Berlin () | Österreich     | 2:4 n. V. | Peru           | Olympische Spiele, Viertelfinale (Ergebnis annulliert) |
| 2. | 10. Juni 1970     | León ()   | Peru           | 1:3       | BRD            | WM-Vorrunde                                            |
| 3. | 3. Juni 2014      | Luzern    | Schweiz        | 2:0       | Peru           |                                                        |
| 4. | 9. September 2018 | Sinsheim  | Deutschland    | 2:1       | Peru           |                                                        |
| 5. | 25. März 2023     | Mainz     | Deutschland    | 2:0       | Peru           |                                                        |